# Liste der Nummer-eins-Hits in Schweden (1987)
Diese Liste enthält alle Nummer-eins-Hits in Schweden im Jahr 1987. Es gab in diesem Jahr neun Nummer-eins-Singles und zwölf Nummer-eins-Alben.
| Singles | Alben |
| --- | --- |
| - Agnetha Fältskog & Ola Håkansson – The Way You Are - 6 Wochen (19. November 1986 – 13. Januar 1987) - Stéphanie – One Love to Give - 4 Wochen (14. Januar – 10. Februar) - The Housemartins – Caravan of Love - 8 Wochen (11. Februar – 7. April) - John Farnham – You’re the Voice - 8 Wochen (8. April – 2. Juni) - Whitney Houston – I Wanna Dance with Somebody (Who Loves Me) - 8 Wochen (3. Juni – 28. Juli) - Pet Shop Boys – It’s a Sin - 8 Wochen (29. Juli – 29. September) - Rick Astley – Never Gonna Give You Up - 8 Wochen (30. September – 24. November) - Lili & Sussi – Oh Mama - 4 Wochen (25. November – 8. Dezember) - Rick Astley – Whenever You Need Somebody - 4 Wochen (9. Dezember 1987 – 5. Januar 1988) | - Magnus Uggla – Den döende dandyn - 14 Wochen (22. Oktober 1986 – 27. Januar 1987) - Deep Purple – The House of Blue Light - 4 Wochen (28. Januar – 24. Februar) - Ratata – Mellan dröm och verklighet - 4 Wochen (25. Februar – 24. März) - U2 – The Joshua Tree - 4 Wochen (25. März – 21. April) - John Farnham – Whispering Jack - 6 Wochen (22. April – 2. Juni) - Fleetwood Mac – Tango in the Night - 2 Wochen (3. Juni – 16. Juni) - Whitney Houston – Whitney - 11 Wochen (17. Juni – 1. September) - Suzanne Vega – Solitude Standing - 2 Wochen (2. September – 15. September) - Michael Jackson – Bad - 6 Wochen (16. September – 27. Oktober) - Bruce Springsteen – Tunnel of Love - 2 Wochen (28. Oktober – 10. November) - Marie Fredriksson – Efter stormen - 4 Wochen (11. November – 8. Dezember) - Agnetha Fältskog – I Stand Alone - 8 Wochen (9. Dezember 1987 – 2. Februar 1988) |